# Crepis pyrenaica
La radicchiella dei Pirenei (nome scientifico Crepis pyrenaica (L.) Greuter, 1970) è una pianta angiosperma dicotiledone della famiglia delle Asteraceae.

## Etimologia
L'etimologia del nome generico (Crepis) non è molto chiara. In latino Crèpìs significa pantofola, sandalo e i frutti, di alcune specie di questo genere, sono strozzati nella parte mediana ricordando così (molto vagamente) questo tipo di calzare. Inoltre lo stesso vocabolo (krepis) nell'antica Grecia indicava il legno di sandalo e anche una pianta non identificata descritta da Teofrasto. Non è chiaro quindi, perché Sébastien Vaillant (botanico francese, 1669 - 1722) abbia scelto proprio questo nome per indicare il genere della presente specie. L'epiteto specifico (pyrenaica) indica la zona di provenienza della specie (monti Pirenei).
Il binomio scientifico di questa pianta inizialmente era Hieracium pyrenaicum (basionimo), proposto dal botanico Carl von Linné (1707 – 1778) biologo e scrittore svedese, considerato il padre della moderna classificazione scientifica degli organismi viventi, nella pubblicazione "Species Plantarum - 2: 801" del 1753, modificato successivamente in quello attualmente accettato, proposto dal botanico svizzero Werner Rodolfo Greuter (1938-) nella pubblicazione "Exsiccatorum Genavensium e Conservatorio Botanico Distributorum Fasciculus. Geneva - 1: 15" del 1970.

## Descrizione

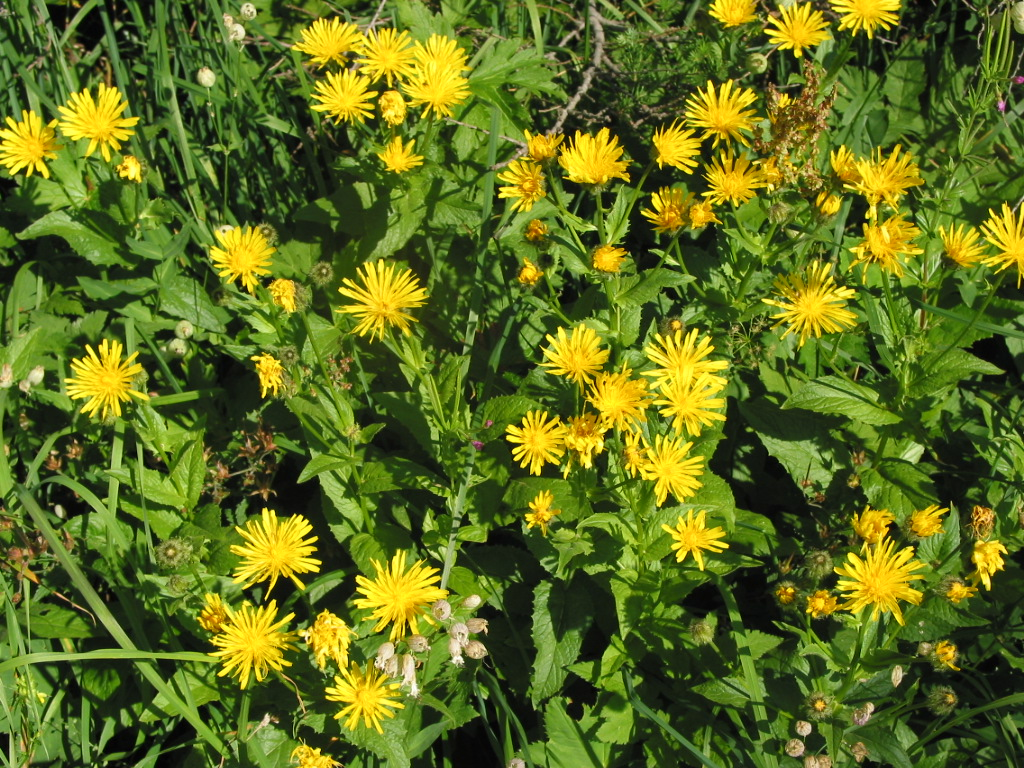
Portamento

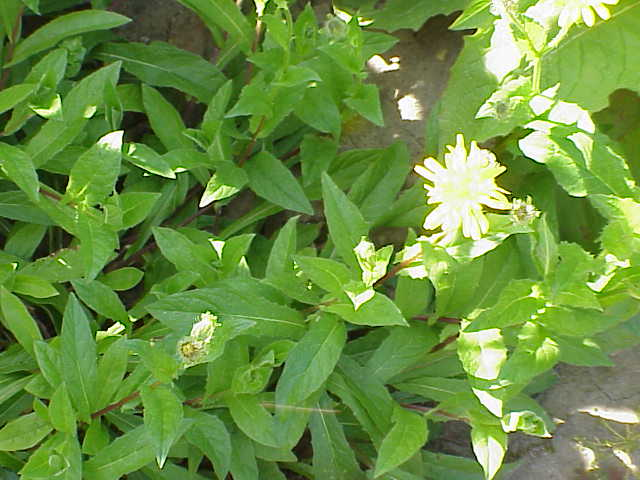
Foglie

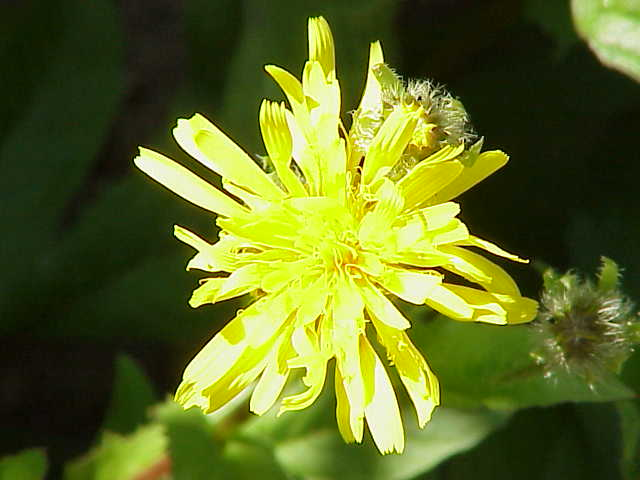
Il capolino

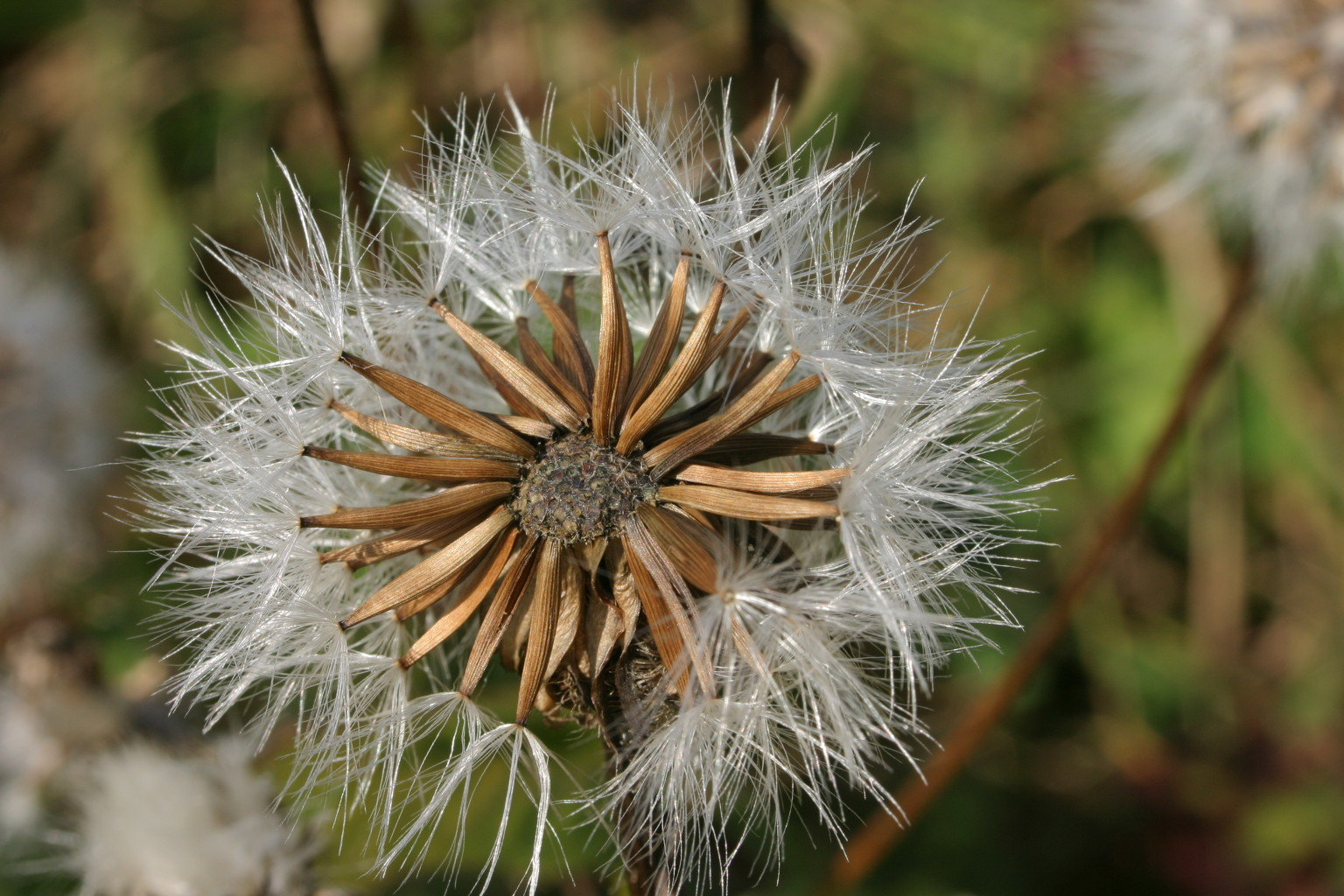
I frutti con il pappo

Habitus. La pianta di questa specie è una erbacea perenne. La forma biologica è emicriptofita scaposa (H scap), ossia sono piante erbacee, a ciclo biologico perenne, con gemme svernanti al livello del suolo e protette dalla lettiera o dalla neve e sono dotate di un asse fiorale eretto e spesso privo di foglie. Tutta la pianta è irsuta e gli steli contengono abbondante latice amaro.
Radici. Le radici sono verticali, del tipo fittone (non rizomatose).
Fusto. La parte aerea del fusto è ascendente, semplice o poco ramosa nella parte alta, ma fogliosa e irsuta. A volte sono presenti delle setole ghiandolose. Gli scapi fiorali sono cavi e afilli; possono originare direttamente dal rizoma. Queste piante sono alte da 3 a 7 dm.
Foglie. Le foglie si dividono in basali e cauline.
- Foglie basali: sono assenti alla fioritura (sono precocemente dissolte) e comunque sono abbastanza simili alle cauline (hanno un picciolo).
- Foglie cauline: sono sessili con forme lanceolate e apice acuto; la base è semiamplessicaule con due orecchiette acute e divergenti; i bordi sono dentellati. Le foglie lungo il caule sono disposte in modo alterno. Dimensione delle foglie cauline: larghezza 3 cm; lunghezza 8 – 12 cm.

Infiorescenza. Le infiorescenze, corimbose, sono composte da pochi capolini (da 1 a 3) su lunghi peduncoli afilli. I capolini sono formati da un involucro composto da brattee (o squame) disposte su 2 serie, all'interno delle quali un ricettacolo fa da base ai fiori tutti ligulati. L'involucro è irsuto (non ghiandoloso) a forma emisferica; alla base sono spesso presenti delle brattee fogliacee; le brattee invece sono tutte della stessa lunghezza. Dimensione dell'involucro: larghezza 12 mm; lunghezza 15 mm. Dimensione delle brattee fogliacee: larghezza 2 mm; lunghezza 8 – 13 mm. Diametro del capolino: 30 – 40 mm.
Fiori. I fiori tutti ligulati, sono tetra-ciclici (ossia sono presenti 4 verticilli: calice – corolla – androceo – gineceo) e pentameri (ogni verticillo ha in genere 5 elementi). I fiori sono ermafroditi, fertili e zigomorfi.
- Formula fiorale:

*/x K {\displaystyle \infty }, [C (5), A (5)], G 2 (infero), achenio
- Calice: i sepali del calice sono ridotti ad una coroncina di squame.
- Corolla: le corolle sono formate da una ligula terminante con 5 denti (è la parte finale dei cinque petali saldati fra di loro). La corolla è colorata di giallo. Lunghezza della corolla: 20 – 23 mm.
- Androceo: gli stami sono 5 con filamenti liberi e distinti, mentre le antere sono saldate in un manicotto (o tubo) circondante lo stilo.[15] Le antere alla base sono acute. Il polline è tricolporato.[16]
- Gineceo: lo stilo è filiforme. Gli stigmi dello stilo sono due, divergenti e ricurvi, con la superficie stigmatica posizionata internamente (vicino alla base).[17] L'ovario è infero uniloculare formato da 2 carpelli.
- Fioritura: da giugno a luglio (agosto).

Frutti. I frutti sono degli acheni con pappo. Gli acheni sono lunghi 6 – 8 mm ed hanno circa 19 - 21 coste longitudinali; all'apice sono più o meno assottigliati e privi di un becco distinto. Il pappo è bianco (o marroncino) e soffice (setole flessibili, ma tenaci).

## Biologia
- Impollinazione: l'impollinazione avviene tramite insetti (impollinazione entomogama tramite farfalle diurne e notturne).
- Riproduzione: la fecondazione avviene fondamentalmente tramite l'impollinazione dei fiori (vedi sopra).
- Dispersione: i semi (gli acheni) cadendo a terra sono successivamente dispersi soprattutto da insetti tipo formiche (disseminazione mirmecoria). In questo tipo di piante avviene anche un altro tipo di dispersione: zoocoria. Infatti gli uncini delle brattee dell'involucro si agganciano ai peli degli animali di passaggio disperdendo così anche su lunghe distanze i semi della pianta.

## Distribuzione e habitat

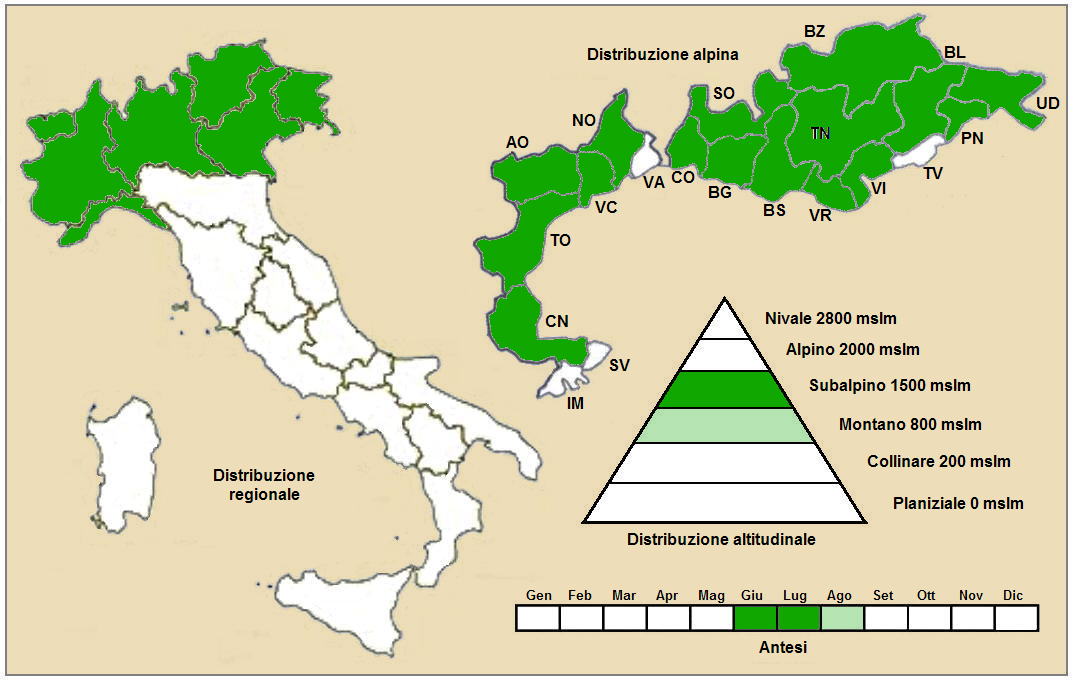
Distribuzione della pianta
(Distribuzione regionale – Distribuzione alpina)

- Geoelemento: il tipo corologico (area di origine) è Orofita - Sud Ovest Europeo (Alpico-Pirenaico).
- Distribuzione: in Italia questa specie si trova solamente nelle Alpi. Sempre nelle Alpi, oltre confine, è ovunque presente. Sugli altri rilievi europei collegati alle Alpi si trova nella Foresta Nera, Vosgi, Massiccio del Giura e Pirenei.[19]
- Habitat: l'habitat tipico per questa specie sono le sponde dei ruscelli, le radure boschive, i consorzi di erbe nitrofile nei boschi subalpini, le zone a cespuglieti e a mugheti; ma anche i prati e pascoli mesofili, i margini erbacei, i megaforbieti e i popolamenti a felci e le boscaglie di pini montani. Il substrato preferito è sia calcareo che siliceo con pH basico, alti valori nutrizionali del terreno che deve essere umido.[19]
- Distribuzione altitudinale: sui rilievi queste piante si possono trovare da 1.200 fino a 2.300 m s.l.m.; frequentano quindi i seguenti piani vegetazionali: in parte quello montano e subalpino.

### Fitosociologia

#### Areale alpino
Dal punto di vista fitosociologico alpino Crepis pyrenaica appartiene alla seguente comunità vegetale:
Formazione: delle comunità delle macro- e megaforbie terrestri
Classe: Mulgedio-Aconitetea
Ordine: Calamagrostietalia villosae

#### Areale italiano
Per l'areale completo italiano Crepis pyrenaica appartiene alla seguente comunità vegetale:
Macrotipologia: vegetazione delle praterie.
Classe: Molinio-arrhenatheretea Tüxen, 1937
Ordine: Arrhenatheretalia elatioris Tüxen, 1931
Alleanza: Triseto flavescentis-Polygonion bistortae Br.-Bl. & Tüxen ex Marschall, 1947
Descrizione: l'alleanza Triseto flavescentis-Polygonion bistortae è relativa ai prati regolarmente falciati una volta l’anno e spesso successivamente pascolati. Queste praterie in genere sono dominate da specie di taglia medio-grande e caratterizzate da un elevato numero di specie. Distribuzione: le Alpi sono il centro di diffusione di questa alleanza (Italia centro-settentrionale); questa comunità inoltre si sviluppa in vari settori montani dell’Europa temperata.
Specie presenti nell'associazione: Trisetum flavescens, Pimpinella major, Geranium sylvaticum, Trollius europaeus, Achillea millefolium, Agrostis tenuis, Alchemilla vulgaris, Leontodon hispidus, Ranunculus acris, Trifolium pratense, Rumex acetosa, Dactylis glomerata, Rhinanthus alectorolophus e Stellaria graminea.

## Tassonomia
La famiglia di appartenenza di questa voce (Asteraceae o Compositae, nomen conservandum) probabilmente originaria del Sud America, è la più numerosa del mondo vegetale, comprende oltre 23.000 specie distribuite su 1.535 generi, oppure 22.750 specie e 1.530 generi secondo altre fonti (una delle checklist più aggiornata elenca fino a 1.679 generi). La famiglia attualmente (2021) è divisa in 16 sottofamiglie.
C. pyrenaica appartiene a un genere (Crepis) abbastanza numeroso comprendente dalle 200 alle 300 specie (secondo le varie classificazioni), diffuse soprattutto nell'emisfero boreale (Vecchio Mondo), delle quali quasi una cinquantina sono proprie della flora italiana.
Il basionimo per questa specie è: Hieracium pyrenaicum L., 1753.

### Filogenesi
Il genere di questa voce appartiene alla sottotribù Crepidinae della tribù Cichorieae (unica tribù della sottofamiglia Cichorioideae). In base ai dati filogenetici la sottofamiglia Cichorioideae è il terz'ultimo gruppo che si è separato dal nucleo delle Asteraceae (gli ultimi due sono Corymbioideae e Asteroideae). La sottotribù Crepidinae fa parte del "quarto" clade della tribù; in questo clade è in posizione "centrale" vicina alle sottotribù Chondrillinae e Hypochaeridinae.
La sottotribù è divisa in due gruppi principali uno a predominanza asiatica e l'altro di origine mediterranea/euroasiatica. Da un punto di vista filogenetico, all'interno della sottotribù, sono stati individuati 5 subcladi. Il genere di questa voce appartiene al subclade denominato "Crepis-Lapsana-Rhagadiolus clade", composto dai generi Crepis L., 1753, Lapsana L., 1753 e Rhagadiolus Juss., 1789. Dalle analisi Crepis risulta parafiletico (per cui la sua circoscrizione è provvisoria).
Nella "Flora d'Italia" le specie italiane di Crepis sono suddivise in 4 gruppi e 12 sezioni in base alla morfologia degli acheni, dell'involucro e altri caratteri (questa suddivisione fatta per scopi pratici non ha valore tassonomico). La specie di questa voce appartiene al Gruppo 4  (gli involucri dei capolini sono privi di peli ghiandolari; gli acheni sono più o meno uniformi e senza un becco distinto) e alla Sezione N (le brattee involucrali sono glabre sulla pagina interna; gli acheni hanno 16 - 20 e più coste).
I caratteri distintivi per la specie di questa voce sono:
- le foglie basali sono assenti alla fioritura;
- gli involucri dei capolini sono privi di peli ghiandolari;
- gli acheni sono più o meno uniformi senza un becco distinto;
- le brattee involucrali sono glabre sulla pagina interna;
- le brattee involucrali sono tutte della stessa lunghezza;
- gli acheni hanno 19 - 21 coste.

Il numero cromosomico della specie è: 2n = 8.

### Specie simili
Allo stesso gruppo e sezione appartengono le seguenti specie:
- Crepis pyrenaica (L.) Greuter - Radichiella dei Pirenei: la base delle foglie cauline è astata con lobi acuti; i fiori ligulati periferici sono lunghi 20 - 23 mm; il frutto achenio è lungo 5 - 8 mm.
- Crepis froelichiana Froel. - Radichiella di Froelich: le foglie sono lunghe da 3 a 8 cm 3 larghe la metà o meno; i fiori possono essere sia gialli che rosei; le antere hanno delle appendici lunghe 0,8 mm.
- Crepis praemorsa (L.) Tausch - Radichiella siberiana: le foglie sono lunghe da 5 a 20 cm e larghe circa 1/3 o meno; i fiori sono gialli; le antere hanno delle appendici lunghe 0,5 mm.
- Crepis pygmaea L. - Radichiella dei ghiaioni: il portamento del fusto è prostrato-ascendente; le foglie sono del tipo pennatosetto con il segmento apicale di forma ovata e quelli laterali quasi nulli; le squame dell'involucro sono pubescenti.

### Sinonimi
Sono elencati alcuni sinonimi per questa entità:
- Catonia blattarioides Cass.
- Catonia sagittata  Moench
- Crepis amplexicaulis  Schur
- Crepis austriaca  Jacq.
- Crepis blattarifolia  St.-Lag.
- Crepis blattarioides  Vill.
- Crepis foliosa  Dulac
- Crepis sibirica  Gouan
- Hapalostephium austriacum  Sweet
- Hapalostephium pilosum  D.Don ex G.Don
- Hapalostephium pyrenaicum  D.Don
- Hapalostephium spinulosum  G.Don
- Hieracium aristatum  Vitman
- Hieracium austriacum  (Jacq.) Hoffm.
- Hieracium blattarioides  L.
- Hieracium bracteatum  Vuk.
- Hieracium conyzifolium  Roth
- Hieracium crinitum  Fr. ex Willk. & Lange
- Hieracium denudatum  Lapeyr.
- Hieracium picridoides  E.H.L.Krause
- Hieracium pilosum  Willd. ex Steud.
- Hieracium pyrenaicum  L.
- Hieracium turbinatum  (Lapeyr.) Steud.
- Hieracium turbinatum  Spreng.
- Hieracium valdepilosum  Fr.
- Lepicaune blattarioides  Fourr.
- Lepicaune multicaulis  Lapeyr.
- Lepicaune turbinata  Lapeyr.
- Picris pyrenaica  L.
- Soyeria blattarioides  Monnier
- Soyeria pyrenaica  Sch.Bip.

## Altre notizie
La "crepide dei Pirenei" in altre lingue è chiamata nei seguenti modi:
- (DE)  Pyrenäen-Pippau, Schabenkraut-Pippau
- (FR)  Crépide des Pyrénées